# ويليام ميرفي (ممثل)
ويليام ميرفي (بالإنجليزية: William Murphy)‏ هو ممثل أمريكي، ولد في 9 يناير 1921 بساكرامنتو في الولايات المتحدة، وتوفي بنفس المكان في 11 يونيو 1989.

## وصلات خارجية
- ويليام ميرفي على موقع IMDb (الإنجليزية)
- ويليام ميرفي على موقع أول موفي (الإنجليزية)
- ويليام ميرفي على موقع قاعدة بيانات الأفلام السويدية (السويدية)
- ويليام ميرفي على موقع قاعدة بيانات الفيلم (الإنجليزية)